# 法蘭切斯科·瑪利亞二世·德拉羅維雷
法蘭切斯科·瑪利亞二世·德拉羅維雷（Francesco Maria II della Rovere，1549年2月20日—1631年4月23日），末代烏爾比諾公爵，1574年至1631年在位。他死後烏爾比諾公國被教宗國併吞。他的孫女是托斯卡納大公夫人維多利亞·德拉羅維雷。